# Virginia Minstrels

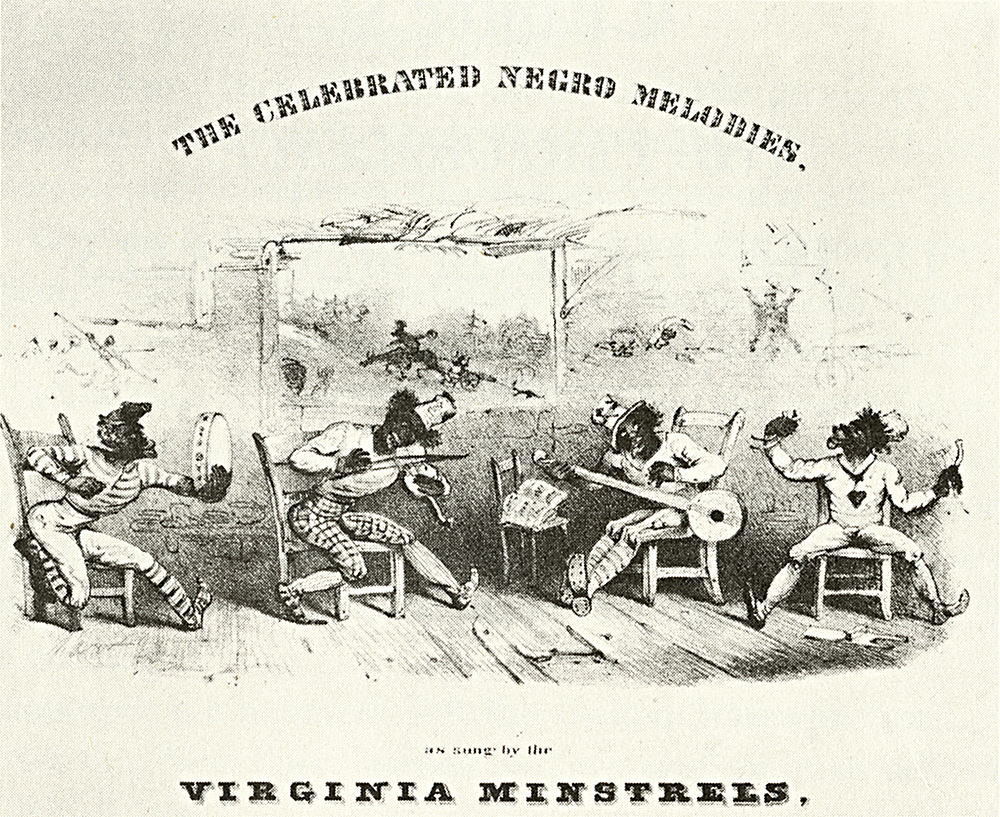
Détail de la couverture de The Celebrated Negro Melodies, as Sung by the Virginia Minstrels, 1843

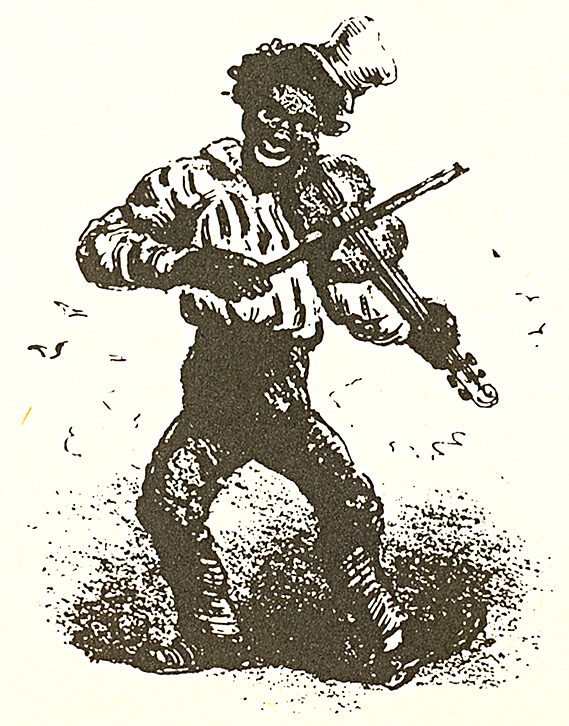
Dan Emmett en blackface jouant du violon.

Les Virginia Minstrels ou Virginia Serenaders sont un groupe d'artistes américains du XIXe siècle qui ont contribué à inventer la forme de divertissement connue sous le nom de minstrel shows. Dirigé par Dan Emmett (en), la formation originale se compose d'Emmett, Billy Whitlock (en), Richard Pelham (dit « Dick ») et Frank Brower.
Après un essai réussi dans la salle de billard du Branch Hotel à Bowery (quartier de New York), le groupe se serait formé lors d'un concert payant à proximité du Chatham Theatre, probablement le 31 janvier 1843,. Ils réalisent par la suite une brève représentation au Bowery Amphitheatre début février avant de jouer dans de nombreuses autres scènes.

## Les débuts
Dan Emmett (en) et Frank Brower tournent tous deux avec la Cincinnati Circus Company au printemps 1841. C’est là que leur amitié commence. Dan apprend à jouer du banjo et Frank l'accompagne dans la nouvelle chanson « Old Tar River ». Début novembre 1841, les affiches annoncent Dan Emmett comme interprète. 
Dan et Frank se tournent ensuite vers New York. Comme ils sont déjà renommés, ils ne tardent pas à s'y faire connaître. Ils commencent à se produire au Chatham Theatre avec un troisième artiste nommé Pierce. On suppose que Frank et Pierce dansaient sur l'accompagnement au banjo de Dan, qui était agrémenté de chants réalisés par l'un d'eux.
Frank quitte brièvement le groupe à la mi-décembre 1842. Emmett et Pierce continuent à se produire et sont présentés comme « le célèbre minstrel et son petit Darkey Ariel ». Quelques semaines plus tard, Dan Emmett et Frank Brower font équipe avec Billy Whitlock et Dick Pelham, qui sont également des comédiens blackface populaires. Bill Whitlock décrit leur rencontre comme un heureux accident, car Dan Emmett et Bill Whitlock s'entraînaient ensemble, et Frank Brower et Dick Pelham étaient venus leur rendre visite et se sont joints à la séance d'entraînement. Après avoir joué pendant un certain temps, ils emmènent leurs instruments au Branch Hotel et jouent pour la première fois sous le nom de Virginia Minstrels. 

## Membres de la troupe
Dan Emmett (en) : membre fondateur et joueur d'os, ainsi que de banjo. Il est également célèbre pour avoir écrit la chanson Dixie.
Frank Brower : Il fait une tournée avec Dan dans la troupe et l'accompagne lors des numéros. Il est principalement un joueur de banjo, mais aussi un comédien blackface.
Billy Whitlock (en) : Il s'entraîne au violon avec Dan avant de créer la troupe. Ses numéros ont un grand succès à New York avant la création de la troupe.
Dick Pelham : C'est le danseur le plus établi de la troupe. Il a également joué de plusieurs instruments.

## Changements apportés auminstrel show
La principale différence entre les Virginia Minstrels et les minstrel shows précédents réside dans le type de performance réalisée. Leur promotion et leur présentation sur scène ressemblent à celles des Hutchinson Family Singers, un groupe gagnant à l'époque plus de dix fois les cachets de représentation versés aux troupes de minstrels. Bien que les Virginia Minstrels n'aient pas été les premiers artistes blackface à se regrouper et à présenter un spectacle, ils sont les premiers à se produire en concert. 

## Réception critique
Le changement de style, d'un spectacle de variétés à un concert, permet aux Virginia Minstrels de toucher une clientèle d'une classe légèrement supérieure. Leur travail est considéré comme raffiné et comme une bouffée d'air frais sur la scène new-yorkaise.[réf. nécessaire]
Un critique écrit : « Chaste, agréable et élégant ! - Les Virginia Minstrels, qui ont donné leurs concerts nouveaux et raffinés au Temple de Boston, et qui ont été si généreusement patronnés par l'élite de cette ville, supplient très respectueusement d'annoncer aux dames et messieurs de Worcester, qu'ils ont l'intention donnant leur dernier concert au Brinley Hall, le mercredi soir 22 mars ».
L'éditorial qui accompagne cet avis déclare : « L'harmonie et l'habileté avec lesquelles le banjo, le violon, les castagnettes et le tambourin sont mélangés par ces minstrels vraiment originaux, avec leurs personnages éthiopiens, sont un trait rédempteur de ce genre d'amusement et ne peuvent manquer de rendre le spectacle acceptable pour le public le plus raffiné et le plus sensible. ».

## Œuvres importantes
Contrairement aux premières pièces de blackface qui mettent en vedette des chanteurs ou des danseurs solistes, les Virginia Minstrels apparaissent en tant que groupe en blackface dans ce qui devient vite des costumes emblématiques et présentent des spectacles plus élaborés. En mars 1843, ils apparaissent au Rufus Welch's Olympic Circus dans le cadre d'un numéro équestre. Bien qu'ils soient apparus dans une large gamme de divertissements au cours de leurs premiers mois ensemble, ils ont probablement été les premiers minstrels à être également embauchés pour se produire seuls dans des salles plus petites[réf. nécessaire].
Entre autres créations, on leur attribue les chansons « Jimmy Crack Corn » et « Old Dan Tucker », qui font désormais partie de la culture folk américaine.